# Lipno (gemeente in powiat Leszczyński)
De gemeente Lipno is een landgemeente in het Poolse woiwodschap Groot-Polen, in powiat Leszczyński.
De zetel van de gemeente is in Lipno.
Op 30 juni 2004 telde de gemeente 5597 inwoners.

## Oppervlakte gegevens
In 2002 bedroeg de totale oppervlakte van gemeente Lipno 103,43 km², waarvan:
- agrarisch gebied: 71%
- bossen: 21%

De gemeente beslaat 12,85% van de totale oppervlakte van de powiat.

## Demografie
Stand op 30 juni 2004:
| Omschrijving                   | Totaal | Totaal | Vrouwen | Vrouwen | Mannen | Mannen |
| ------------------------------ | ------ | ------ | ------- | ------- | ------ | ------ |
| eenheid                        | aantal | %      | aantal  | %       | aantal | %      |
| inwoners                       | 5597   | 100    | 2794    | 49,9    | 2803   | 50,1   |
| bevolkingsdichtheid (inw./km²) | 54,1   | 54,1   | 27      | 27      | 27,1   | 27,1   |

In 2002 bedroeg het gemiddelde inkomen per inwoner 1356,22 zł.

## Administratieve plaatsen (sołectwo)
Goniembice, Górka Duchowna, Gronówko, Klonówiec, Koronowo, Lipno, Mórkowo, Radomicko, Ratowice, Smyczyna, Sulejewo, Targowisko, Wilkowice, Wyciążkowo, Żakowo.
Zonder de status sołectwo : Błotkowo, Boża Pomoc, Janopol, Karolewko, Maryszewice, Wilkowo-Gaj.

## Aangrenzende gemeenten
Leszno, Osieczna, Śmigiel, Święciechowa, Włoszakowice